# Vlag van Ulrum

Vlag van de gemeente Ulrum
(1972-1979)

De vlag van Ulrum werd op 25 januari 1972 door de gemeenteraad van Ulrum vastgesteld als gemeentevlag.
De vlag verviel als gemeentevlag toen in 1979 Ulrum werd samengevoegd met Eenrum, Kloosterburen en Leens tot een nieuwe gemeente Ulrum. Deze gemeente is in 1992 hernoemd tot De Marne. Sinds 2019 valt Ulrum onder de gemeente Het Hogeland.

## Beschrijving en verklaring
De vlag kan als volgt worden beschreven:
Vijf banen van gelijke hoogte van geel, wit, blauw, groen en wit.
De kleuren zijn ontleend aan het gemeentewapen. 

## Verwante afbeeldingen

Het wapen van Ulrum